# Клонирование животных и растений
Клони́рование (англ. cloning от др.-греч. κλών — «веточка», «побег», «отпрыск») — в самом общем значении — точное воспроизведение какого-либо объекта любое требуемое количество раз. Объекты, полученные в результате клонирования (каждый по отдельности и вся их совокупность), называются клоном.

## Основные сведения
Естественное клонирование животных и растений часто происходит в результате бесполого и вегетативного размножения, а также в результате амейотического партеногенеза.
Искусственное клони́рование живо́тных и расте́ний — новый вид человеческой деятельности, возникший в конце XX — начале XXI века, состоящий в воспроизведении старых и создании новых биологических организмов, связанных с изучением генома, предполагающий вмешательство в его структуру, нацеленный  на решение множества практических задач (кроме научных).
Термины «клон», «клонирование» первоначально использовались в микробиологии и селекции, после — в генетике, в связи с успехами которой и вошли в общее употребление. Надо добавить, что их популяризации в значительной мере способствовали также киноискусство и литература.
Следует иметь в виду, что точное воспроизведение животного или растения, как при естественном, так и при искусственном клонировании, невозможно. Новый организм в любом случае будет отличаться от материнского за счёт соматических мутаций, эпигенетических изменений наследственного материала, влияния окружающей среды на фенотип и случайных отклонений, возникающих в ходе онтогенеза.

## Значение
Создание животных и растений с заданными качествами всегда было чрезвычайно заманчивым потому, что это означало создать организмы уникальнейшие и нужнейшие, устойчивые к болезням, климатическим условиям, дающие достаточный приплод, необходимое количество мяса, молока, плодов, овощей и прочих продуктов.
Использование технологии клонирования предполагает уникальную возможность получать фенотипически и генетически идентичные организмы, которые могут быть использованы для решения различных теоретических и прикладных задач, стоящих перед биомедициной и сельским хозяйством. В частности, использование клонирования могло бы способствовать изучению проблемы тотипотентности дифференциированных клеток, развития и старения организмов, злокачественного перерождения клеток.
Благодаря технологии клонирования предполагается появление ускоренной генетической селекции и тиражирования животных с исключительными производственными показателями. В сочетании с трансгенезом клонирование животных открывает дополнительные возможности для производства ценных биологически активных белков для лечения различных заболеваний животных и человека.
Клонирование животных, возможно, позволит проводить испытания медицинских препаратов на идентичных организмах.

## Клонирование растений
Клонирование растений (более общеупотребимы термины «культуры тканей in vitro», «клональное микроразмножение растений») осуществляется путём регенерации целого растения из каллуса путём изменения пропорционального соотношения цитокининов и ауксинов в питательной среде. Для получения первичного каллуса можно использовать любые клетки и ткани растения (кроме находящихся в премортальном состоянии) ввиду того, что клетки растений способны к дедифференциации при определённых концентрациях фитогормонов в питательной среде. Но чаще используют для этой цели клетки меристемы ввиду их малой степени дифференциации. В питательную среду для каллусообразования обязательно входят ауксин (для дедифференциации клеток) и цитокинин (для индукции клеточных делений). После получения каллусной культуры каллус можно разделить и каждую часть использовать для регенерации целых растений. Так как каллус является бесформенной недифференцированной клеточной массой, то для регенерации растения необходимо индуцировать морфогенез путём изменения концентраций фитогормонов в среде. Клонирование растений позволяет получать безвирусный посадочный материал (при использовании апикальной меристемы как источника клеток), быстрого размножения растений в больших масштабах (в том числе редких и исчезающих), клонирование из пыльников и последующее восстановление диплоидности позволяет получить гомозиготные по всем генам растения, которые можно использовать в дальнейшей селекции. Также можно культивировать на искусственных питательных средах протопласты растений, из которых в некоторых случаях можно регенерировать целые растения (протопласты удобны для трансгенеза ввиду отсутствия у них клеточной стенки и возможности слияния с другими клетками).
В случае с орхидеями конкретному растению, культивару, может быть дано неформальное название — имя клона, но в том случае, если эта орхидея имеет превосходные качества для данного вида (или гибрида). Пример: × Laeliocattleya Hsin Buu Lady 'Red Beauty'.

## Клонирование животных

### В начале пути
- 1826 год — открытие яйцеклетки млекопитающих российским эмбриологом Карлом Бэром.
- 1883 год — открытие сущности оплодотворения (слияния пронуклеусов) немецким цитологом Оскаром Гертвигом.
- 1943 год — сообщение в журнале «Science» об успешном оплодотворении яйцеклетки «в пробирке».
- 1945 год — первая пересадка ядер у животных (амфибий), осуществлённая советским эмбриологом Г. В. Лопашовым.[3][4]
- 1962 год — клонирование профессором зоологии Оксфордского университета Джон Гёрдон шпорцевых лягушек[5] (более доказательные опыты — в 1970 г.).
- 1978 год — рождение в Англии Луизы Браун, первого ребёнка «из пробирки».
- 1985 год, 4 января — рождение девочки у миссис Коттон — первой в мире суррогатной матери в одной из клиник северного Лондона (девочка зачата не из яйцеклетки миссис Коттон).
- 1987 год — клонирование мыши из клетки эмбриона с использованием метода электростимулируемого слияния клеток в СССР в лаборатории Бориса Николаевича Вепринцева (Л. М. Чайлахян и др.)[6].
- 1987 год — разделение клеток человеческого зародыша и клонирование их до стадии тридцати двух клеток (бластомеров) специалистами Университета имени Дж. Вашингтона, использовавшими специальный фермент.

### Клонирование амфибий (Дж. Гёрдон)
Первые успешные опыты по клонированию животных были проведены в 1960-е годы английским эмбриологом Дж. Гёрдоном (J. Gurdon) в экспериментах на шпорцевой лягушке. Для пересадки использовались ядра клеток кишечника головастиков. Опыты были подвергнуты критике, так как в кишечнике головастиков могли сохраниться первичные половые клетки. В 1970 году удалось провести опыты, в которых замена ядра яйцеклетки на генетически помеченное ядро из соматической клетки взрослой лягушки привела к появлению головастиков и взрослых лягушек. Это показало, что техника трансплантации ядер из соматических клеток взрослых организмов в энуклеированные (лишённые ядра) ооциты позволяет получать генетические копии организма, послужившего донором ядер дифференциированных клеток. Результат эксперимента стал основанием для вывода об обратимости эмбриональной дифференцировки генома по крайней мере у земноводных.

### Клонирование млекопитающих

Клонирование овечки Долли.

Клонирование млекопитающих возможно с помощью экспериментальных манипуляций с яйцеклетками (ооцитами) и ядрами соматических клеток животных in vitro и in vivo. Клонирование взрослых животных достигается в результате переноса ядра из дифференцированной клетки в неоплодотворённую яйцеклетку, у которой удалено собственное ядро (энуклеированная яйцеклетка) с последующей пересадкой реконструированной яйцеклетки в яйцевод приёмной матери.
Однако долгое время все попытки применить описанный выше метод для клонирования млекопитающих были безуспешными. Одними из первых успешное клонирование млекопитающего (домовой мыши) осуществили советские исследователи в 1987 г. Они использовали метод электропорации для слияния энуклеированной зиготы и клетки эмбриона мыши с ядром.
Значительный вклад в решение этой проблемы был сделан шотландской группой исследователей из Рослинского института и компании «PPL Therapeuticus» (Шотландия) под руководством Яна Вильмута (Wilmut). В 1996 году появились их публикации по успешному рождению ягнят в результате трансплантации ядер, полученных из фибробластов плода овцы, в энуклеированные ооциты.
В окончательном виде проблема клонирования животных была решена группой Вильмута в 1996 г., когда родилась овца по кличке Долли — первое млекопитающее, полученное из ядра взрослой соматической клетки: собственное ядро ооцита было заменено на ядро клетки из культуры эпителиальных клеток молочной железы взрослой лактирующей овцы.
В дальнейшем были проведены успешные эксперименты по клонированию различных млекопитающих с использованием ядер, взятых из взрослых соматических клеток животных (мышь, коза, свинья, корова), а также взятых у мёртвых, замороженных на несколько лет, животных.
Появление технологии клонирования животных вызвало не только большой научный интерес, но и привлекло внимание крупного бизнеса во многих странах. Подобные работы ведутся и в России, но целенаправленной программы исследований не существует. В целом технология клонирования животных ещё находится в стадии развития. У большого числа полученных таким образом организмов наблюдаются различные патологии, приводящие к внутриутробной гибели или гибели сразу после рождения, хотя при клонировании овец в 2007 году выжил каждый 5-й эмбрион (в случае с Долли — понадобилось 277).
В 2004 году американцы начали коммерческое клонирование кошек, а в апреле 2008 года Южнокорейские таможенники приступили к дрессировке семи щенков, клонированных из соматических клеток лучшего корейского разыскного пса породы канадский лабрадор-ретривер. По мнению южнокорейских учёных 90 % клонированных щенков будут удовлетворять требованиям для работы на таможне, тогда как лишь менее 30 % обычных щенков проходят тесты на профпригодность.
В Китае фирмой «BGI» уже производится в промышленных масштабах клонирование животных для медицинских исследований. Предполагается, что подобная методика в будущем будет использована для выращивания в свиньях запасных органов для трансплантации человеку.
К настоящему времени более 20 видов млекопитающих были клонированы с помощью внутри- или межвидового переноса ядер соматических клеток (SCNT):
1. Свиньи (Sus scrofa domesticus);
2. Овцы (Ovis aries);
3. Козы (Capra aegagrus hircus);
4. Крупный рогатый скот (Bos taurus taurus);
5. Лошади (Equus ferus caballus);
6. Мулы (гибриды лошадей: Equus asinus × Equus ferus caballus);
7. Одногорбые верблюды (Camelus dromedarius);
8. Двугорбые верблюды (Camelus bactrianus ferus);
9. Водяные буйволы (Bubalus bubalis);
10. Кролики (Oryctolagus cuniculus);
11. Домашние кошки (Felis silvestris catus);
12. Домашние собаки (Canis lupus familiaris);
13. Мыши (Mus musculus musculus);
14. Крысы (Rattus norvegicus domestica);
15. Хорьки (Mustela putorius furo);
16. Муфлон (Ovis aries/ammon musimon);
17. Гаур (Bos gaurus);
18. Благородный олень (Cervus elaphus);
19. Пиренейский козерог (bucardo; Capra pyrenaica pyrenaica);
20. Африканская дикая кошка (Felis silvestris lybica);
21. Песчаная кошка (Felis margarita margarita);
22. Серый волк (Canis lupus lupus);
23. Койот (Canis latrans);
24. Макак-крабоед обезьяна/макака (Macaca fascicularis).

## Клонирование без использования пересадки ядер
В 2009 году была опубликована работа, в которой с помощью метода тетраплоидной комплементации впервые было показано, что индуцированные плюрипотентные стволовые клетки (ИПСК) могут давать полноценный организм, в том числе и его клетки зародышевого пути. iPS, полученные из фибробластов кожи мышей с помощью трансформации с использованием ретровирусного вектора, в некотором проценте случаев дали здоровых взрослых мышей, которые были способны нормально размножаться. Таким образом, впервые были получены клонированные животные без примеси генетического материала яйцеклеток (при стандартной процедуре клонирования митохондриальная ДНК передается потомству от яйцеклетки реципиента).

## Клонирование с целью воссоздания вымерших видов
Клонирование может быть использовано для воссоздания естественных популяций вымерших животных. Несмотря на наличие определённых проблем и трудностей, первые результаты в данном направлении уже имеются.

### Клонирование испанского козерога
В Испании в 2003 году родился клонированный детёныш вымершего подвида пиренейского горного козла букардо (Capra pyrenaica pyrenaica). Сообщение о клонировании появилось в январском номере журнала «Theriogenology».
Данный подвид пиренейских козлов полностью исчез к 2000 году (причины вымирания точно не известны). Последний представитель вида, самка по имени Селия (Celia), погибла в 2000 году. Но до того (в 1999-м г.) Хосе Фольк (Jose Folch) из Исследовательского центра сельского хозяйства и технологий Арагона (CITA) взял у Селии несколько клеток кожи с целью анализа и сохранения в жидком азоте. Этот генетический материал был использован в первой попытке клонировать вымерший подвид.
Экспериментаторы переносили ДНК букардо в яйцеклетки домашней козы, лишённые собственного генетического материала. Полученные эмбрионы подсаживали суррогатным матерям — самкам других подвидов испанского козла или гибридных видов, полученных скрещиванием домашних и диких коз.
Таким образом было создано 439 эмбрионов, 57 из которых были имплантированы в суррогатные матки.
Всего семь операций закончилось беременностью и только одна коза, в конце концов, родила самку букардо, умершую спустя семь минут после рождения от проблем с дыхательной системой.
Несмотря на неудачное клонирование и смерть клонированного козлёнка, многие ученые полагают, что такой подход может быть единственным способом спасения видов, стоящих на грани вымирания. Это вселяет в учёных надежду на то, что подвергающиеся опасности и недавно вымершие виды можно будет воскресить с использованием замороженных тканей.

### Клонирование бантенгов
В 2004 году на свет появилась пара бантенгов (диких быков, обитавших в Юго-Восточной Азии), клонированных из клеток животных, умерших более 20 лет назад. Два бантенга были клонированы из уникального «замороженного зоопарка» Сан-Диего, созданного ещё до того, как люди поняли, что клонирование вообще возможно. Произведшая клонирование американская компания «Advanced Cell Technology» сообщила, что в нём использовались клетки животных, которые умерли в 1980 году, не оставив потомства.
Бантенгов клонировали, перенеся их генетический материал в пустые яйцеклетки обычных домашних коров; из 16 зародышей до рождения дожили только два.

### Императорский дятел
В последний раз императорского дятла видели в Мексике в 1958 году. С тех пор орнитологи пытаются найти следы этой популяции, но безуспешно. Около десяти лет назад появились даже слухи, что птица ещё живёт на планете, но и они не подтвердились.
Однако в музеях остались чучела птицы. Научный сотрудник Дарвиновского музея Игорь Фадеев считает, что если операцию по выделению ДНК провести со всеми чучелами, которые находятся в разных странах мира, то дятла можно будет воскресить. В разных музеях мира на сегодняшний день осталось лишь десять чучел императорского дятла.
Если проект увенчается успехом, то в недалеком будущем на нашей планете, возможно, вновь появится императорский дятел. В Государственном Дарвиновском музее уверены, что последние методы молекулярной биологии позволяют выделить и воспроизвести ДНК этих птиц.

### Дронт
В июне 2006 года голландские учёные обнаружили на острове Маврикий хорошо сохранившиеся останки дронта — вымершей исторически недавно (в XVII веке) нелетающей птицы. Ранее наука не располагала останками птицы. Но теперь появилась определённая надежда на «воскрешение» этого представителя пернатых.

### Клонирование гигантских птиц
Планы по клонированию исчезнувших гигантских птиц были поставлены под сомнение в результате исследований учёных Оксфордского университета. Выделив участки ДНК из останков вымерших птиц, учёные обнаружили, что их генетический материал настолько разрушен, что современная технология не позволяет провести полноценное клонирование. Цель научных работ состояла в возрождении вымерших несколько веков назад новозеландского страуса моа, а также мадагаскарского эпиорниса (птицы-слона).
Образцы ДНК были взяты из фрагментов тканей, сохранившихся в музеях. Однако учёные не смогли получить достаточную по своей длине цепочку ДНК, чтобы провести клонирование. Тем не менее, некоторые учёные считают, что в ближайшие годы будет разработана технология восстановления утраченных частей ДНК путём вшивания туда «заплат» из ДНК близкородственных видов.
Позже исследовательская группа Майкла Бьюнса (Michael Bunce) из университета Мердока (Австралия) разработала эффективный метод извлечения ДНК из скорлупы ископаемых яиц, показавший свою эффективность на скорлупе яиц моа и эпиорниса возрастом до 19 000 лет включительно, что делает планы по клонированию гигантских ископаемых птиц более реалистичными.

### Клонирование мамонта
Лаборатория Джорджа Черча (George Church) из Гарвардского университета (США) в середине октября 2014 года объявила о начале проекта по «воскрешению» мамонтов. Шансы на воскрешение мамонтов появились благодаря появлению в 2012 году революционной технологии «перезаписи» генома CRISPR/CAS, которая позволяет точечным образом менять и удалять произвольные гены в ДНК млекопитающих. Используя эту методику, Черч и его коллеги смогли успешно вставить в геном клеток кожи слона гены, предположительно отвечающие за типичные признаки мамонта — маленькие уши, толстый слой подкожного жира, длинную шерсть и бурый цвет. Клетки пережили эту трансформацию и сейчас учёные думают над тем, как их можно превратить в настоящую кожную ткань.
В марте 2015 года было объявлено, что американские генетики впервые смогли успешно пересадить часть генов мамонта, извлечённых из фрагментов ДНК гигантов ледникового периода, в геном клетки обычного африканского слона и размножить их. Таким образом, генетики совершили первый шаг на пути к воскрешению мамонта или к созданию мамонтоподобного слона. (См. также раздел «Возможности клонирования вымерших животных» статьи «Плейстоценовый парк»).
В мае 2015 года в журнале «Current Biology» была опубликована статья о расшифровке генома двух мамонтов. Возможно, новые данные найдут применение при клонировании мамонтов, но пока специалисты не смогут обойтись без яйцеклеток современных слонов.

## Клонированные животные
- 1970 г. — успешное клонирование лягушки[31].
- 1985 г. — клонирование костных рыб[31].
- 1986 г. — первое клонирование мыши из эмбриональных клеток[6][32].
- 1996 г. — клонирование овцы Долли от клеток взрослого животного.
- 1998 г. — первое клонирование коровы[33].
- 1999 г. — первое клонирование козла[34].
- 2001 г. — первое клонирование кошки[35].
- 2002 г. — первое клонирование кролика[36].
- 2003 г. — первое клонирование быка[37], мула[38], оленя[39].
- 2004 г. — первый опыт клонирования кошек с коммерческими целями[40].
- 2005 г. — первое клонирование собаки (афганской борзой по кличке Снуппи)[41].
- 2006 г. — первое клонирование хорька.
- 2007 г. — второе клонирование собаки[42].
- 2008 г. — третье клонирование собаки (лабрадора по кличке Чейс, по государственному заказу)[43]. Начало коммерческого клонирования собак[20].
- 2009 г. — первое успешное клонирование верблюда (по кличке Инджаз)[44]. Также впервые на Ближнем Востоке (а именно в Иране) была успешно клонирована коза[45] (предыдущие страны, которым это удалось: США, Великобритания, Канада, Китай).
- 2011 г. — клонирование восьми щенков койота[46].
- 2018 г. — клонирование двух обезьян — макак-крабоедов[47][48][49][50].
- 2019 г. — клонирование британского короткошерстного кота[51].
- 2022 г. — первое клонирование коня[52].

## Коммерческое клонирование
Существует коммерческое клонирование домашних животных. Во-первых, клонируют умерших домашних кошек и собак. Так, к 2020 году Барбра Стрейзанд дважды клонировала свою умершую в 2017 году собаку Саманту. Клонирование стоит дорого. В 2015 году в Южной Корее брали за клонирование собаки около 100 тысяч долларов, а в США вдвое меньше. В Китае клонирование собаки в 2020 году стоило 54 тысячи долларов. Власти Китая клонировали полицейского пса Куньсюнь (он служил в городе Пуэр и отличился при поимке преступников), которого стали тренировать в 2019 году. Во-вторых, клонируют скаковых лошадей. В Техасе одна из компаний к 2020 году создала 25 клонов кобылы Айкен Кура (она выигрывала скачки), один из которых продала за 800 тысяч долларов.
Клонируют также для производства дорогого мяса. В 2015 году около Тяньцзиня начали строить фабрику по производству премиальной говядины из клонированных коров. В 2018 году Управление по санитарному надзору за качеством пищевых продуктов и медикаментов США разрешило продажу мяса и молока от клонированных животных.